# Льюис, Эндрю
Э́ндрю Лью́ис (англ. Andrew Lewis; 14 декабря 1970, Джорджтаун — 4 мая 2015, Хоуп) — гайанский боксёр полусредней весовой категории. В начале 1990-х годов выступал за сборную Гайаны, участник летних Олимпийских игр в Барселоне, серебряный призёр Игр Центральной Америки и Карибского бассейна. В период 1993—2008 годов боксировал на профессиональном уровне, владел титулом чемпиона мира по версии ВБА (2001—2002), был претендентом на титул чемпиона мира по версии ВБО, многократный чемпион Гайаны среди профессионалов.

## Биография
Эндрю Льюис родился 14 декабря 1970 года в Джорджтауне.

### Любительская карьера
Первого серьёзного успеха на взрослом международном уровне добился в 1990 году, когда попал в основной состав гайанской национальной сборной и побывал на Играх Центральной Америки и Карибского бассейна в Мехико, откуда привёз награду серебряного достоинства, выигранную в первой полусредней весовой категории — в решающем поединке потерпел поражение от кубинца Канделарио Дуверхеля. Год спустя выступил на Панамериканских играх в Гаване, однако уже в предварительном раунде вновь встретился с кубинцем Дуверхелем и снова ему проиграл.
Благодаря череде удачных выступлений Льюис удостоился права защищать честь страны на летних Олимпийских играх 1992 года в Барселоне. Тем не менее, особого успеха здесь не добился, уже в стартовом матче по очкам уступил титулованному немцу Андреасу Отто.

### Профессиональная карьера
Вскоре после окончания барселонской Олимпиады в феврале 1993 года Льюис дебютировал на профессиональном ринге, своего первого соперника Фицроя Девидсона победив нокаутом во втором раунде. Первое время боксировал преимущественно на родине, в 1996 году стал чемпионом Гайаны в полусреднем весе, затем переехал в США, в частности, в 1998 году завоевал титул чемпиона Северной Америки по версии Всемирной боксёрской ассоциации (ВБА).
К 2000 году в послужном списке Льюиса было девятнадцать побед без единого поражения. Поднявшись в высоко в рейтингах, Льюис получил шанс оспорить вакантный титул чемпиона мира ВБА в полусреднем весе. Другим претендентом стал американец Джеймс Пейдж, ранее уже владевший этим титулом, но лишённый его за отказ от защиты. Льюис доминировал на ринге, во втором и седьмом раундах отправил Пейджа в нокдаун, победив в итоге техническим нокаутом. Тем самым он стал первым в истории чемпионом мира по боксу из Гайаны. Агрессивный атакующий стиль вкупе с огромной мощью в обеих руках быстро сделал гайанского боксёра популярным на ведущем боксёрском телеканале HBO.
Через два месяца успешно защитил полученный чемпионский пояс в противостоянии с другим американцем Ларри Марксом — Маркс продержался на ногах все двенадцать раундов, но судьи единогласно отдали победу Льюису. В рамках второй защиты встретился с боксёром из Никарагуа Рикардо Майоргой — во втором раунде бойцы непреднамеренно столкнулись головами, и у Льюиса из-за этого открылось сильное рассечение, с которым он не мог продолжать поединок. Бой, таким образом, был признан несостоявшимся. В 2002 году они вновь встретились с Майоргой, на этот раз никарагуанец оказался сильнее, победил Льюиса техническим нокаутом и отобрал у него чемпионский пояс.
Несмотря на поражение, Эндрю Льюис продолжил выходить на ринг и в 2003 году стал претендентом на титул чемпиона мира в полусреднем весе по версии Всемирной боксёрской организации (ВБО), который на тот момент принадлежал мексиканцу Антонио Маргарито. Однако завоевать этот титул ему не удалось, Маргарито победил техническим нокаутом уже во втором раунде.
В дальнейшем боксёрская карьера Льюиса пошла на спад, он вернулся на родину и больше в крупных боях не участвовал. В 2005 году он провёл бой с соотечественником Денни Далтоном за звание чемпиона Гайаны в первом среднем весе, однако поединок закончился ничьей, и пояс остался вакантным. В следующем году между ними был проведён матч-реванш — итог боя получился курьёзным: по судейским карточкам Льюис явно лидировал, но в седьмом раунде неожиданно убежал с ринга в туалет. Позже он объяснил этот поступок проблемами с желудком из-за выпитого незадолго до боя молочного коктейля. В 2007 году состоялся третий поединок с Далтоном, на сей раз Льюис уверенно победил единогласным судейским решением. Последний раз вышел на ринг в октябре 2008 года, на кону стоял титул чемпиона Гайаны в среднем весе — Льюис проиграл раздельным решением Ховарду Истмену и вскоре принял решение завершить карьеру профессионального спортсмена. Всего на профессиональном уровне он провёл 30 боёв, из них 23 окончил победой (в том числе 20 досрочно), 4 поражением (3 досрочно), в двух случаях была зафиксирована ничья, один бой был признан несостоявшимся.

### Личная жизнь
В 2007 году дядя Льюиса Абдель Нур был арестован на острове Тринидад как подозреваемый в подготовке террористического акта в Международном аэропорту имени Джона Кеннеди в Нью-Йорке. Льюис отметил по этому поводу, что его дядя является законопослушным мусульманином и никак не мог быть причастным к организации теракта: «Это какая-то ошибка, дядя никогда не был связан с терроризмом, он осуждал атаку на Всемирный торговый центр».
4 мая 2015 года во время поездки на велосипеде близ поселения Хоуп региона Демерара-Махайка недалеко от столицы был сбит автомобилистом. От полученных травм вскоре скончался в одной из местных больниц.